# Przepławka

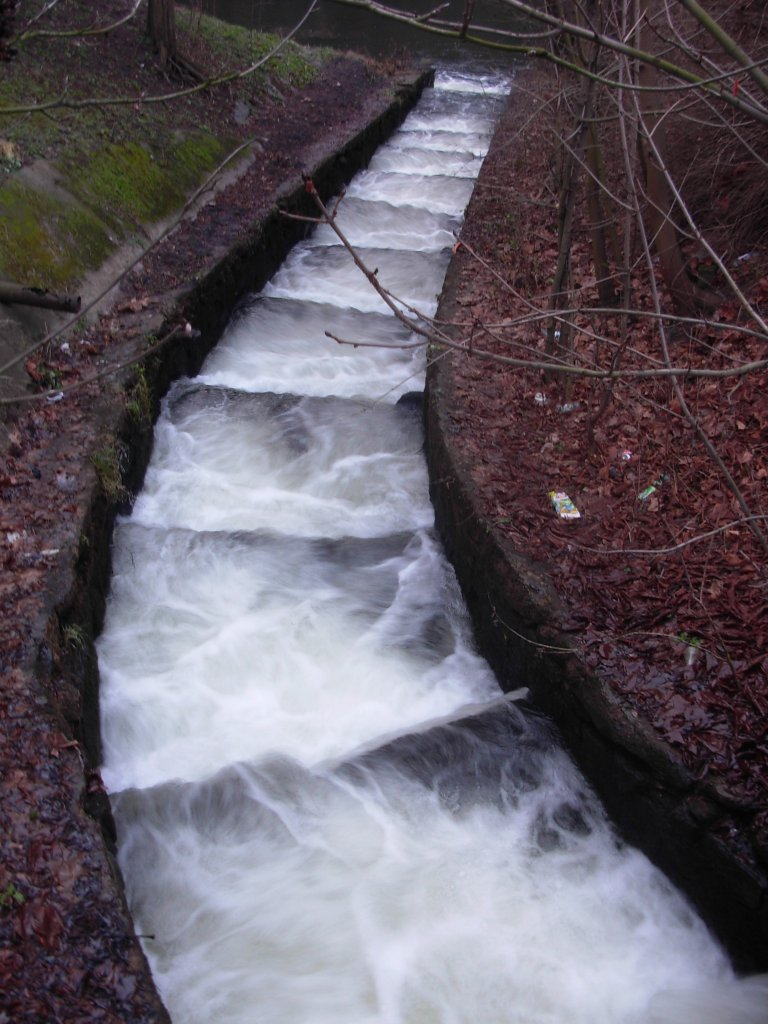
Przepławka dla ryb na Wyspie Młyńskiej w Bydgoszczy

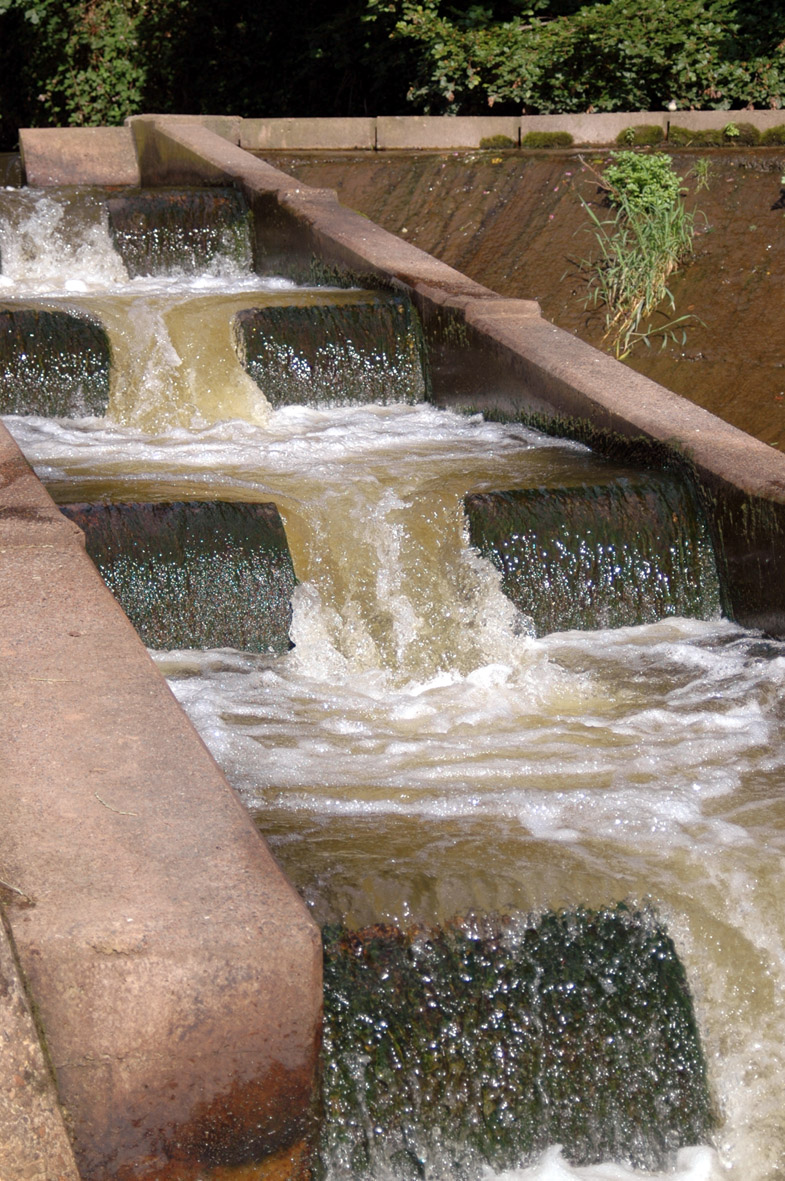
Mała przepławka na rzece Otter w Anglii

Przepławka – konstrukcja mająca za zadanie umożliwienie pokonania sztucznej bariery w rzece (zapory, jazu, progu itp.) przez migrujące ryby. Większość istniejących przepławek ma za zadanie umożliwienie migracji rybom w górę rzeki, rzadziej w dół rzeki. Przepławki, zwłaszcza przepławki techniczne, zwykle są mało efektywne i rozwiązują problem fragmentacji rzek tylko w niewielkim stopniu. 

## Rodzaje przepławek
Poniższa typologia i opis pochodzi w całości z jednego podręcznika i może różnić się od innych klasyfikacji.

### Przepławki o charakterze naturalnym
- Rampy denne i pochylnie - konstrukcje o zwiększonej szorstkości dna. Zajmują całą szerokość koryta rzeki. Wykonywane zwykle w formie niezwiązanych z podłożem narzutów kamiennych, rygli lub rozproszonych struktur głazów na podsypce żwirowej. Imitują dno potoków górskich. Zalecane tam, gdzie nie ma potrzeby utrzymywania lub regulowania poziomu wody (piętrzenia). Stosowane również przy modernizacji stromych uskoków i jazów stałych jako ochrona przed erozją. Ze względu na niebezpieczeństwo zaniku przepływu podczas niżówek, może być konieczne uszczelnienie przestrzeni pomiędzy narzutem kamiennym. Relatywnie niskie koszty budowy, dobrze komponują się z krajobrazem, wyglądają naturalnie, wymagają niewielkich nakładów na utrzymanie. Brak problemów z prądem wabiącym, łatwo odnajdywane przez ryby. Umożliwiają migrację w obu kierunkach wszystkim organizmom wodnym.
- Kanały obiegowe - omijają budowlę piętrzącą, oferując alternatywną trasę poza głównym korytem rzeki. Mają formę małego cieku naturalnego. Mogą być stosowane do wszystkich rodzajów przegród i wysokości piętrzeń, lecz wymagają dużej ilości miejsca. Są szczególnie przydatne przy udrażnianiu istniejących stopni. Niezalecane przy piętrzeniach o zmiennym poziomie wody górnej. W takich przypadkach obejścia wymagają dodatkowo urządzeń regulacyjnych. Niskie koszty budowy. Duże zapotrzebowanie na przestrzeń. Może być konieczne wykonanie głębokich wykopów w terenach przyległych lub połączenie tego typu przepławek z innymi rozwiązaniami technicznymi. Często niezbędne jest zastosowanie mostów lub przepustów.

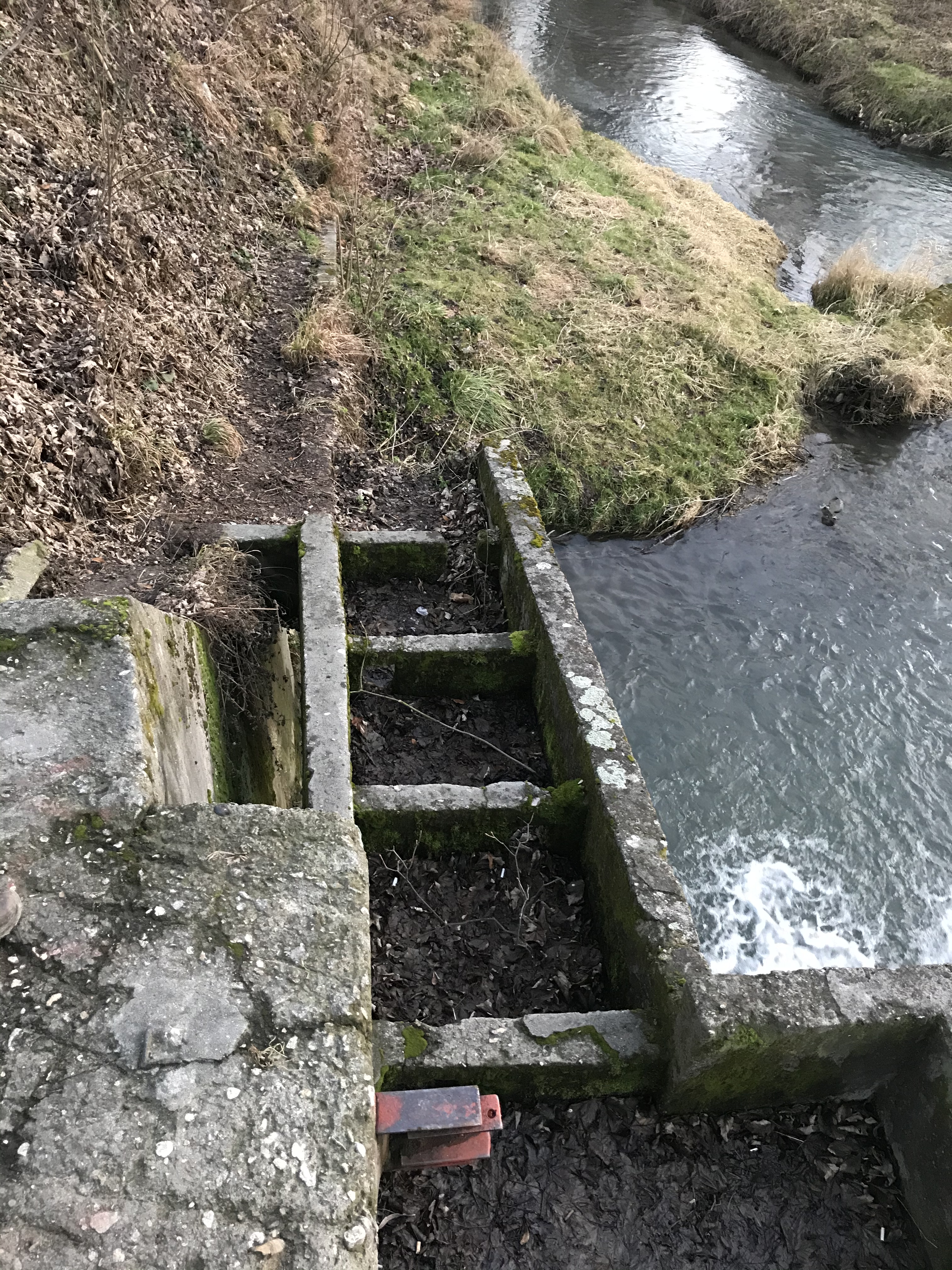
Niedziałająca od wielu lat przepławka komorowa na progu przy Dworku Białoprądnickim na rzece Prądnik w Krakowie

### Przepławki o charakterze technicznym
- Przepławki szczelinowe - przepławki szczelinowe to zazwyczaj betonowe kanały z poprzecznymi ściankami działowymi, wykonanymi z betonu lub drewna. W każdej ściance działowej, przy bocznej ścianie kanału przepławki, znajdują się jedna lub dwie pionowe szczeliny wzdłuż całej wysokości przegrody. Stosowane przy małych i średnich różnicach poziomów, odpowiednie dla piętrzeń o zmiennym poziomie wody górnej. Mogą być budowane zarówno na małych potokach, jak i na wielkich rzekach. Minimalna głębokość wody dolnej musi wynosić h > 0,5 m. Stosunkowo duże przepływy wody pozwalają wytworzyć dobry prąd wabiący. Są pewniejsze niż konwencjonalne przepławki komorowe, z powodu mniejszego ryzyka zatkania szczelin. Obecnie najlepszy typ przepławek technicznych, odpowiedni dla wszystkich gatunków ryb oraz bezkręgowców dennych, pod warunkiem zapewnienia w przepławce ciągłości naturalnego substratu dennego.
- Przepławki komorowe - zazwyczaj składają się z betonowego kanału z drewnianymi lub betonowymi poprzecznymi ściankami działowymi. W ściankach działowych znajdują się ułożone naprzemianlegle denne otwory przesmykowe oraz powierzchniowe przelewy górne. Stosowane przy małych oraz średnich różnicach poziomów, przy jazach melioracyjnych i elektrowniach wodnych. Przepławki te działają przy stosunkowo małych przepływach wody, istnieje jednak duże ryzyko zatkania ich rumoszem. Odpowiednie dla wszystkich gatunków ryb, jeśli parametry komór i otworów przesmykowych są prawidłowo dobrane do rozmiarów migrujących ryb. Podczas niżówek przepływy wody mogą być niewystarczające do wytworzenia wyraźnego prądu wabiącego.
- Przepławki Denila - drewniane lub beto- nowe kanały podzielone U-kształtnymi deflektorami (zazwyczaj drewnianymi), pochylonymi pod kątem 45° w kierunku przeciwnym do kierunku przepływu. Odpowiednie dla niewielkich różnic poziomów wody, szczególnie przy modernizacji starych piętrzeń młyńskich, gdzie ilość miejsca jest niewielka. Wymagają stosunkowo dużych przepływów, nie powinny być stosowane przy budowlach o zmiennym poziomie wody górnej. Są mało wrażliwe na zmiany poziomu wody dolnej, zajmują mało miejsca, są tanie, wytwarzają silny prąd wabiący. Zgodnie ze współczesną wiedzą, mniej odpowiednie dla słabo pływających lub małych ryb. Są selektywne (niektóre gatunki ryb nie potrafią ich pokonać) oraz zaporowe dla bezkręgowców dennych.

### Przepławki specjalne
- Przepławki węgorzowe - mają formę małych kanałów (rynien) zabudowanych tzw. szczotkami z gałązek roślin, bądź tworzywa sztucznego lub pokrytych warstwą żwiru, po których sączy się woda. Stosowane są także rurociągi wypełnione szczotkami, prowadzone przez korpus przegrody („rury węgorzowe”). Często wykorzystywane jako obejścia przy przepławkach komorowych, ale przydatne są tylko tam, gdzie migrują w górę rzeki młode węgorze i narybek szklisty. Zazwyczaj nie są potrzebne, jeśli przy piętrzeniu funkcjonują inne przepławki. Niskie koszty budowy, wymagają niewiele przestrzeni, potrzebują niewielkiego przepływu wody. Wskazane tylko dla młodych węgorzy migrujących w górę cieku oraz narybku szklistego. „Rury węgorzowe” są kłopotliwe w eksploatacji ze względu na tendencję do zatykania się i trudności z utrzymaniem. Same przepławki węgorzowe nie wystarczają do połączenia siedlisk poniżej i powyżej przeszkody, gdyż nie gwarantują wymaganych warunków migracji dla wszystkich gatunków ryb.
- Śluzy dla ryb - konstrukcja zbliżona do śluzy żeglugowej, w formie podłużnej komory, z upustami i sterowanymi wrotami (górne i dolne), które na przemian otwierają się, bądź zamykają. Prąd wabiący wytwarzany jest za pomocą specjalnego rurociągu (obejścia) lub poprzez kontrolowane uchylenie wrót śluzy (w modernizowanych śluzach żeglugowych poprzez zmodyfikowany system ich napełniania/opróżniania). Wykorzystywane przy wysokich piętrzeniach, w przypadku braku miejsca lub wówczas, gdy dostępna ilość wody jest limitowana. Projektowanie i wykonanie jest często skomplikowane technicznie. Duże koszty inwestycyjne. Droga eksploatacja i utrzymanie (naprawy). Dają one jednak możliwość pokonywania dużych różnic poziomów, przy relatywnie małym zapotrzebowaniu na wodę i przestrzeń. Użyteczne w przypadku spodziewanej migracji bardzo dużych ryb (np. jesiotra). Zgodnie z aktualną wiedzą, odpowiednie dla łososiowatych i słabo pływających gatunków ryb. Mniej przydatne dla małych ryb i gatunków przydennych.
- Windy dla ryb - urządzenie mechaniczne, które umożliwia transport ryb z dolnego na górne stanowisko w wypełnionym wodą zbiorniku (wannie). Oba stanowiska połączone są specjalnym kanałem (obejściem) w celu wytworzenia prądu wabiącego. Wykorzystywane w podobnych przypadkach co śluzy dla ryb. Często windy są jedynym typem przepławek, jaki może być stosowany przy piętrzeniach przekraczających 10 m, np. przy wysokich zaporach wodnych. Potrzebują niewiele miejsca i umożliwiają pokonywanie dużych różnic poziomów wody. Często ich projektowanie i wykonanie są trudne technicznie. Windy wymagają znacznych nakładów na budowę, eksploatację i naprawy. Zgodnie z obecną wiedzą, są odpowiednie dla łososiowatych i słabo pływających gatunków ryb. Mniej przydatne dla małych ryb i gatunków przydennych, a nieodpowiednie dla bezkręgowców dennych i ryb migrujących w dół rzeki.

## Problemy z funkcjonowaniem przepławek
Przepławki zwykle projektowane były dla ryb silnych, dobrze migrujących, np. łososi i troci. Mniejsze i słabsze gatunki ryb nie są w stanie migrować przez większość przepławek, czasami dotyczy to także słabszych osobników z gatunków dobrze migrujących. Projektowanie przepławek skutecznych dla wszystkich gatunków ryb wymaga kosztownego modelowania hydraulicznego oraz dobrej znajomości fizjologicznych możliwości ryb. Przepławki dla ryb są drogie, zarówno w projektowaniu, budowie jak i utrzymaniu. W Polsce przepławki po wybudowaniu często nie są czyszczone i remontowane, przez co są niedrożne. 
Przepławki dla ryb nie są standardowym wyposażeniem sztucznych barier - w Kotlinie Sandomierskiej przepławki są obecne jedynie na 1% wszystkich barier. Przepławki nie rozwiązują problemu fragmentacji rzek jako całości - przywracają jedynie do pewnego stopnia możliwość migracji ryb, ale nie przywracają np. transportu osadów w rzece.